# Reserva Regional Minas Diamante Negro
El Black Diamond Mines Regional Preserve es un área localizada en el Condado de Contra Costa, California bajo la administración del East Bay Regional Parks District. La reserva incluye los restos de varias minas de carbón y los lugares de cinco ciudades alrededor de las minas. Las ciudades eran Nortonville, Somersville, Stewartville, West Hartley y Judsonville. El carbón extraído de estas minas era de un bajo grado de calidad, pero en su época en el siglo XIX, era la única fuente de suministro accesible y económica en California.